# Piotr Boborykine
Piotr Dmitriïevitch Boborykine (en russe : Пётр Дмитриевич Боборыкин) né à Nijni Novgorod le 15 août 1836 (27 août dans le calendrier grégorien) et mort à Lugano (Suisse) le 12 août 1921 est un écrivain, dramaturge et journaliste russe.

## Biographie
Né dans une famille de propriétaires terriens de la petite noblesse, Boborykine (comme Tolstoï) fit ses études à l'université impériale de Kazan. Ensuite, il s'inscrivit à la faculté de physique et de mathématiques de l'université allemande de Dorpat (aujourd'hui Tartu).
Il fit ses débuts de dramaturge en 1860 et collabora à diverses revues et journaux russes, notamment à partir de 1863 à La Bibliothèque pour la lecture qui avait été dirigée par Ossip Senkovski, dont il deviendra le rédacteur en chef et l'éditeur jusqu'à la cessation de parution en avril 1865. Il publie un roman autobiographique en 1863 intitulé En Chemin et se lance dans une carrière de romancier dans la veine du réalisme. Il publie régulièrement des romans à succès et voyage beaucoup à l'étranger notamment en France, où il est ami de Zola, d'Alphonse Daudet et des frères Goncourt. Il devient académicien à Saint-Pétersbourg en 1902 et quitte la Russie en janvier 1918. Il meurt en exil, fort âgé, à Lugano.

## Œuvre
Boborykine est journaliste au Messager européen, aux Annales patriotiques, au Messager du nord et bien sûr à La Bibliothèque pour la lecture, ainsi qu'à La Pensée russe.
Il est l'auteur de nombreux romans, plutôt réalistes, de pièces de théâtre, de nouvelles, de récits et d'ouvrages d'histoire littéraire consacrés à la littérature russe ou à la littérature française.
Ces ouvrages les plus connus sont : La Victime d'un soir (1868), Les Affairistes (1872), Kitaï-gorod (1882) dont le personnage de l'héroïne est inspiré de Varvara Morozova, Vassili Tiorkine (1892) qui raconte l'histoire d'un marchand prospère issu de la masse paysanne, et la comédie L'Écume (1899).